# (6589) Jankovich
(6589) Jankovich es un asteroide perteneciente al cinturón de asteroides, descubierto el 19 de septiembre de 1985 por la astrónoma soviética Liudmila Chernyj y su esposo, también astrónomo, Nikolái Chernyj, desde el Observatorio Astrofísico de Crimea (República de Crimea), en la entonces (URSS).

## Designación y nombre
Designado provisionalmente como  1985 SL3. Fue nombrado Jankovich en honor al economista Milan Jankovich.